# Эндрю Рубин (актёр)
Эндрю Рубин (22 июня, 1946 Нью-Бедфорд — 5 октября, 2015, Лос-Анджелес) — американский актёр. Наиболее известен по роли кадета Джорджа Мартина в фильме «Полицейская академия».

## Биография
Родился в семье Саймона Рубина (1914—1977) и Леоны Рубины (Урождёный Гринстон) (1918—1990).

## Карьера
Рубин снимался в рекламах в 1960-х годах.
Первый фильм, в которым он сыграл — «Групповой брак» (1973). Наиболее известен по роли кадета Джорджа Мартина в фильме «Полицейская академия» (1984), в фильме Мартин был ловеласом, и привлекал женщин тем, что изображал латиноамериканца. Позже Мартин признался в том, что его испанский акцент ненастоящий.
Сыграл главную роль в сериале «Джо Бэш». Рубин сыграл молодого, энергичного напарника героя Питера Бойла.
В фильме «Тень Кейси» сыграл старшего сына героя Уолтера Маттау, и снова сыграл с Маттау спустя 2 года, в фильме «Маленькая мисс Маркер»
Во время 15-летнего перерыва в кинокарьере Рубин работал с некоммерческими и гумантарными организациями.

## Смерть и болезнь
Умер 5 октября 2015 году в Лос-Анджелесе, Калифорния от рака лёгких.

## Фильмография
| Год  | Название             | Оригинальное название | Роль                |
| ---- | -------------------- | --------------------- | ------------------- |
| 1973 | Групповой брак       | Group Marriage        | Эндрю Рубин         |
| 1984 | Полицейская академия | Police Academy        | кадет Джордж Мартин |
| 1986 | Джо Бэш              | Joe Bash              | офицер Вилли Смит   |